# Lake Charles
Lake Charles ist eine Stadt (mit dem Status „City“) und Verwaltungssitz des Calcasieu Parish im US-Bundesstaat Louisiana. Das U.S. Census Bureau hat bei der Volkszählung 2020 eine Einwohnerzahl von 84.872 ermittelt.
Die Stadt ist ein bedeutender Standort der Petrochemie und des Glücksspiels (5 Kasinos auf Flussbooten sowie ein „Las Vegas Style“-Kasino im Hotel L’Auberge du Lac) und verfügt über eine Universität (McNeese State University).

## Geografie
Lake Charles liegt im Südwesten Louisianas am Ufer des Calcasieu River und grenzt an die Seen Lake Charles und Prien Lake. Die Grenze zu Texas befindet sich 50 km westlich.
Die geografischen Koordinaten von Lake Charles sind 30°12′53″ nördlicher Breite und 93°12′31″ westlicher Länge. Das Stadtgebiet erstreckt sich über eine Fläche von 110,1 km², die sich auf 104,1 km² Land- und 6 km² Wasserfläche verteilen.
Benachbarte Orte von Lake Charles sind Moss Bluff (am gegenüberliegenden Ufer des Calcasieu River an der nördlichen Stadtgrenze), Iowa (23,4 km östlich), Prien (an der südwestlichen Stadtgrenze), Carlyss (22 km westsüdwestlich), Sulphur (16,4 km westlich) und Westlake (am gegenüberliegenden Ufer des Calcasieu River an der nordwestlichen Stadtgrenze).
Die nächstgelegenen Großstädte sind Lafayette (120 km östlich), Louisianas Hauptstadt Baton Rouge (210 km in der gleichen Richtung), Shreveport (302 km nördlich), Beaumont in Texas (97,2 km westlich) und Texas’ größte Stadt Houston (231 km in der gleichen Richtung).

## Verkehr

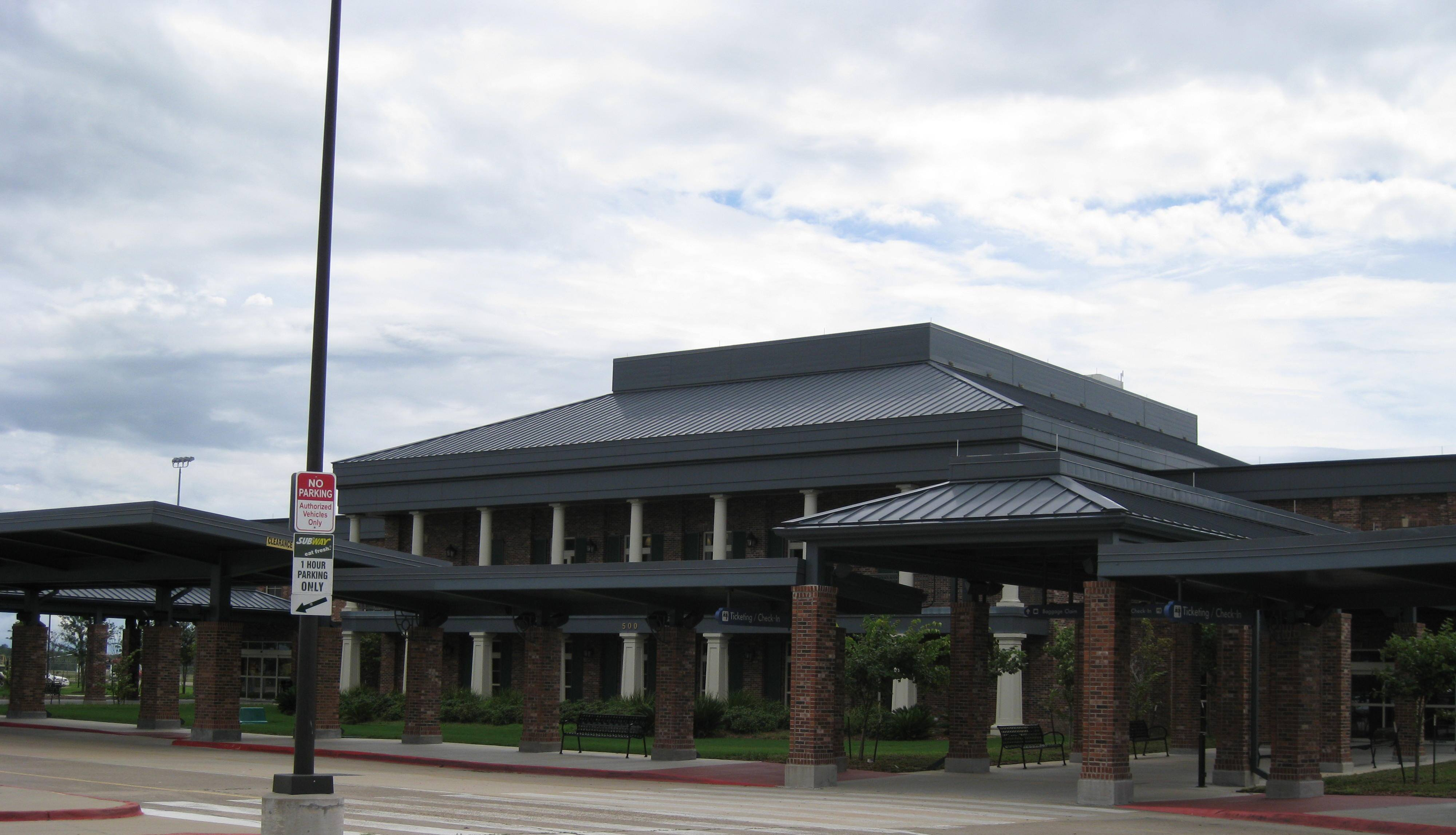
Terminal des Lake Charles Regional Airport

Der Hafen von Lake Charles, der sechzehntgrößte des Landes, ist über einen Tiefwasserkanal mit dem Golf von Mexiko verbunden und kann daher auch von Seeschiffen erreicht werden.
Die Interstate 10 verläuft entlang der südlichen Stadtgrenze von Lake Charles. Parallel dazu verläuft der U.S. Highway 90 als Hauptstraße durch das Stadtzentrum. Der U.S. Highway 171 erreicht mit der Einmündung in den US 90 seinen südlichen Endpunkt. Daneben treffen die Louisiana Highways 14, 384 und 385 im Stadtgebiet von Lake Charles zusammen. Alle weiteren Straßen sind untergeordnete Landstraßen, teils unbefestigte Fahrwege sowie innerstädtische Verbindungsstraßen.
In West-Ost-Richtung verläuft eine Eisenbahnstrecke der BNSF Railway durch Lake Charles. Die Strecke wird auch vom Sunset Limited genutzt, einem von Los Angeles nach New Orleans verkehrenden Schnellzug von Amtrak, der in Lake Charles einen Zwischenhalt einlegt.
Lake Charles hat zwei Flughäfen. Der Chennault International Airport im Osten der Stadt dient vor allem der Wirtschaft, während der Lake Charles Regional Airport an der südlichen Stadtgrenze nach dem Passagieraufkommen der siebtgrößte Verkehrsflughafen Louisianas ist. Der nächstgelegene internationale Großflughafen ist der George Bush Intercontinental Airport in Houston (247 km westlich).
|                       | Jan   | Feb  | Mär  | Apr  | Mai   | Jun   | Jul   | Aug   | Sep   | Okt   | Nov   | Dez   |   |      |
| Mittl. Tagesmax. (°C) | 15,4  | 17,4 | 21,5 | 25,5 | 28,9  | 31,7  | 32,7  | 32,7  | 30,4  | 26,8  | 21,6  | 17,4  | ⌀ | 25,2 |
| Mittl. Tagesmin. (°C) | 5,1   | 6,7  | 10,4 | 14,8 | 18,7  | 22,0  | 23,1  | 22,8  | 20,3  | 14,4  | 10,0  | 6,4   | ⌀ | 14,6 |
|                       |       |      |      |      |       |       |       |       |       |       |       |       |   |      |
| Niederschlag (mm)     | 114,8 | 91,2 | 83,6 | 84,6 | 144,0 | 126,0 | 132,1 | 135,4 | 144,5 | 100,3 | 108,2 | 128,3 | Σ | 1393 |
|                       |       |      |      |      |       |       |       |       |       |       |       |       |   |      |
| Regentage (d)         | 8,0   | 6,4  | 6,4  | 5,0  | 6,6   | 7,1   | 9,1   | 9,0   | 7,9   | 5,0   | 6,5   | 7,5   | Σ | 84,5 |

| 5,1 |

| 6,7 |

| 10,4 |

| 14,8 |

| 18,7 |

| 22,0 |

| 23,1 |

| 22,8 |

| 20,3 |

| 14,4 |

| 10,0 |

| 6,4 |

| 5,1 |

| 6,7 |

| 10,4 |

| 14,8 |

| 18,7 |

| 22,0 |

| 23,1 |

| 22,8 |

| 20,3 |

| 14,4 |

| 10,0 |

| 6,4 |

## Geschichte
Die ersten Siedler waren Franzosen und ließen sich 1781 in der Nähe der jetzigen Stadt nieder.
Die Stadt wuchs in der Folgezeit nur langsam. Dies änderte sich ab 1855 mit der Ansiedlung von Sägewerken und der Errichtung eines Hafens, von dem aus ein reger Holzhandel mit Mexiko und Texas, vor allem mit der Stadt Galveston, stattfand. Dank einer Anwerbungskampagne wuchs in den 1880er Jahren die Einwohnerzahl um 400 Prozent.

## Hurrikan Rita
Lake Charles wurde am 24. September 2005 durch den Hurrikan Rita schwer verwüstet. Zwei Tage vorher war die Stadt zu 90 % evakuiert worden.

## Städtepartnerschaften
- Perpignan, Frankreich, seit 1993
- Sioux City, Vereinigte Staaten, seit 1995
- Cobh, Irland, seit 2008

## Bevölkerung
Nach der Volkszählung im Jahr 2010 lebten in Lake Charles 71.993 Menschen in 28.940 Haushalten. Die Bevölkerungsdichte betrug 691,6 Einwohner pro Quadratkilometer. In den 28.940 Haushalten lebten statistisch je 2,38 Personen.
Ethnisch betrachtet setzte sich die Bevölkerung zusammen aus 47,0 Prozent Weißen, 47,7 Prozent Afroamerikanern, 0,4 Prozent amerikanischen Ureinwohnern, 1,7 Prozent Asiaten sowie 1,2 Prozent aus anderen ethnischen Gruppen; 2,1 Prozent stammten von zwei oder mehr Ethnien ab. Unabhängig von der ethnischen Zugehörigkeit waren 2,9 Prozent der Bevölkerung spanischer oder lateinamerikanischer Abstammung.
23,5 Prozent der Bevölkerung waren unter 18 Jahre alt, 62,6 Prozent waren zwischen 18 und 64 und 13,9 Prozent waren 65 Jahre oder älter. 51,7 Prozent der Bevölkerung war weiblich.

Das mittlere jährliche Einkommen eines Haushalts lag bei 35.996 USD. Das Pro-Kopf-Einkommen betrug 22.908 USD. 22,2 Prozent der Einwohner lebten unterhalb der Armutsgrenze.

## Söhne und Töchter der Stadt
- James W. Bryan (1874–1956), Politiker
- Ted Lyons (1900–1986), Baseballspieler und -manager
- Harry Cooper (1903–1961), Jazzmusiker
- Michael Ellis DeBakey (1908–2008), Herzchirurg
- Nellie Lutcher (1912–2007), R&B-Sängerin und -Pianistin
- Joe Lutcher (1919–2006), Rhythm-and-Blues- und Gospel-Musiker
- Leonard James Olivier (1923–2014), Weihbischof von Washington
- Mickey Champion (1925–2014), R&B-Sängerin
- Earl Nelson (1928–2008), Sänger
- Boozoo Chavis (1930–2001), Musiker
- Andre Dubus (1936–1999), Schriftsteller
- Henson Moore (* 1939), Politiker
- Wayne McLaren (1940–1992), Fotomodell
- Lynda Benglis (* 1941), Künstlerin
- Bobby King (* 1944), Gospel-, R&B- und Soul-Sänger
- Boyer Coe (* 1946), professioneller Bodybuilder
- Mike Murdock (* 1946), Unternehmer, Motivationstrainer, Buchautor und Fernsehprediger
- John Wesley (1947–2019), Schauspieler
- Lucinda Williams (* 1953), Musikerin
- Doug Lawrence (* 1956), Jazzmusiker
- Dominic Lee Pudwill Gorie (* 1957), Astronaut
- Grant Cardone (* 1958), Autor, Motivationssprecher, Immobilieninvestor und Verkaufstrainer
- Paul Groves (* 1964), Opernsänger (Tenor)
- Sean Patrick Flanery (* 1965), Schauspieler
- Bethany Ashton Wolf (* 1975), Drehbuchautorin und Filmregisseurin
- Amy Brassette (* 1979), Schauspielerin und Synchronsprecherin
- Zachary Levi (* 1980), Schauspieler
- Chris Ardoin (* 1981), Akkordeonist
- Matt Forté (* 1985), American-Football-Spieler
- Ha*Ash (gegründet 2002), Latin-Pop-Duo